# Dançaterapia
Dançaterapia e Dança Movimento Terapia são abordagens metodológicas distintas.
A dançaterapia está inserido no campo das terapias expressivas. É utilizada no contexto educacional, social e terapêutico, no sentido amplo da palavra.
"A Dança Movimento Terapia (DMT), também chamada mais recentemente de Dança Movimento Psicoterapia (DMP) surge do encontro da dança com a psicologia e faz parte das chamadas psicoterapias das artes criativas. Pode ser descrita como o uso da dança e do movimento em um processo terapêutico que promove a integração emocional, cognitiva, física e social do indivíduo. (American Dance Therapy Association)".
A DMT é uma técnica que une dois campos: a dança e a psicologia. "Rohricht (2009) e Totton (2003) enquadram o campo da DMT como sendo uma das abordagens de psicoterapia corporal".
Uma diferenciação importante entre as abordagens, comumente confundidas, diz respeito ao enquadre clínico da DMT e sua conexão com as teorias psicológicas, enquanto a dançaterapia possui distintos modelos de intervenção ou pode se referir ao uso da dança, enquanto arte, com populações específicas (mulheres com câncer, comunidades, etc). O metodo de dançaterapia mais comum e difundido no Brasil trata-se do Método Maria Fux de dançaterapia.
Segundo Britto (2021), "A diferença entre terapia e psicoterapia delimita os campos da DMT em relação a outros trabalhos de dança terapêutica (ADTA, 2015), a exemplo da biodança e grupos que unem dança contemporânea e educação somática. A dança terapêutica é uma dança comunitária, proposta por um facilitador, que explora o potencial terapêutico da dança. Já a DMT é um campo de psicoterapia que abrange oito diferentes abordagens propostas por psicoterapeutas com formação clínica, treinados para intervir quando conteúdos emocionais emergem. A DMT acontece em setting clínico, enquanto a dança terapêutica pode acontecer em outros ambientes, como escolas e comunidades. A DMT trabalha diretamente a relação entre psicoterapeuta e cliente, usando intervenções com movimentos, quando o psicoterapeuta pode espelhar ou ampliar o movimento do cliente, por exemplo. Por sua vez, na dança terapêutica, prioritariamente, o facilitador promove o movimento do grupo, não trabalhando relações de transferência e contratransferência".